# 沙洛姆報
Şalom報是在土耳其發行的犹太週報，其名稱是希伯來文שלום（平安）的土耳其文拼寫。Şalom報是在1947年10月29日由土耳其的犹太裔記者Avram Leyon創刊，Şalom報在伊斯坦堡印製，每週三發行。目前報紙除了有一頁使用犹太西班牙语外，其餘都使用土耳其文。從1947年到1984年時，此報紙只使用犹太西班牙语，但因為犹太西班牙语的大幅衰退，數十年來，土耳其犹太人的語言替換，由犹太西班牙语替換為土耳其語，因此在1984年起，報紙改為土耳其語，只保留一頁的犹太西班牙语內容。Şalom報的發行人是İvo Molinas，主編是Yakup Barokas，發行量約為5,000份。
截至2023年，犹太西班牙语的版面是全世界唯一的犹太西班牙语週報。

## 外部連結
- Şalom報 （页面存档备份，存于） （土耳其文）
  - Şalom報的拉迪諾語版面 （页面存档备份，存于）

1. ↑  Liphshiz, Cnaan. . Jewish Telegraphic Agency. 2015-06-09  [2021-04-02]. （原始内容存档于2018-12-10） （美国英语）.
2. ↑  Dubov, Gail P. . Moment. 2023-03-02  [2025-06-27].